# Kosmos 2374
Kosmos 2374, ruski navigacijski satelit (globalno pozicioniranje) iz programa Kosmos. Vrste je GLONASS (Glonass br. 783, Uragan br. 83L). 
Lansiran je 13. listopada 2000. godine u 14:12 s kozmodroma Bajkonura (Tjuratam) u Kazahstanu. Lansiran je u srednje visoku orbitu oko planeta Zemlje raketom nosačem Proton-K/DM-2 8K72K. Orbita mu je 19122 km u perigeju i 19127 km u apogeju. Orbitna inklinacija mu je 64,85°. Spacetrackov kataloški broj je 26564. COSPARova oznaka je 2000-063-A. Zemlju obilazi u 675,51 minutu. Pri lansiranju bio je mase kg.
Još su dvije letjelice lansirane ovom prigodom. 
Više dijelova iz ove misije odvojilo se od letjelice i vratilo se u atmosferu, a kružili su u TA, niskoj, srednjoj pa čak i visokoj orbiti, a neki su dijelovi u orbiti i danas.

## Vanjske poveznice
- N2YO.com Search Satellite Database
- Celes Trak SATCAT Format Documentation (engl.)
- Kunstman  Arhivirana inačica izvorne stranice od 12. kolovoza 2019. (Wayback Machine) Satellites in Orbit (engl.)